# Eberhard von Virneburg
Eberhard von Virneburg (* auf Burg Virneburg; † um 1340 wahrscheinlich in Bonn) war im 14. Jahrhundert Komtur mehrerer Kommenden des Deutschen Ordens und Großgebietiger.

## Leben
Eberhard war ein Sohn des Grafen Heinrich von Virneburg (1238–1290) und dessen Frau Ponzetta von Oberstein (1253–1311). Er stammte aus einem Grafengeschlecht, das auf Burg Virneburg in der Eifel seinen Stammsitz hatte und das in der ersten Hälfte des 14. Jahrhunderts auf dem Höhepunkt seiner Bedeutung stand. Zwei Söhne aus dem Geschlecht der Virneburgs waren im 14. Jahrhundert Erzbischöfe: einer, Heinrich III. von Virneburg, in Mainz, der andere, Heinrich II. von Virneburg, Eberhards Bruder, in Köln.
Eberhard errang höchste Ämter im Dienst für den Deutschen Orden. Von 1298 bis 1304 war er Komtur in Marienburg, dann von 1304 bis 1309 in Königsberg. 1309 übernahm er das Amt eines Oberstspittlers, der zu den Großgebietigern des Ordens gehörte. Bis 1310 hatte Eberhard diese Funktion inne.
Als alternder Mann zog Eberhard von Virneburg sich in das Rheinland zurück, wo erneut das Amt eines Komturs übernahm. Von 1322 bis 1327 an der Kommende in Rheinberg. 1328 wird er als Komtur von Ramersdorf genannt.
Mit Bonn verbanden ihn verwandtschaftliche Beziehungen. Sein Bruder, der Kölner Erzbischof, residierte vorzugsweise in Bonn und in Vilich waren seine Schwestern Ponzetta und Jutta Äbtissinnen.
Eine letzte Nachricht über Eberhard stammt vom 8. Dezember 1339. An diesem Tag verkündete er in einem Streit, den die Ramersdorfer Kommende mit dem Dechanten des Stifts St. Georg in Köln hatte, das Urteil.